# Poznań Open 2024
Il Poznań Open 2024 è stato un torneo maschile di tennis professionistico. È stata la 20ª edizione del torneo, facente parte della categoria Challenger 75 nell'ambito dell'ATP Challenger Tour 2024, con un montepremi di 73 000 €. Si è giocato dal 17 al 23 giugno 2024 sui campi in terra rossa del Park Tenisowy Olimpia di Poznań, in Polonia.

## Partecipanti

### Teste di serie
| Nazionalità     | Giocatore            | Ranking* | Testa di serie |
| --------------- | -------------------- | -------- | -------------- |
| Spagna          | Albert Ramos Viñolas | 110      | 1              |
| Argentina       | Camilo Ugo Carabelli | 114      | 2              |
| Spagna          | Oriol Roca Batalla   | 158      | 3              |
| Germania        | Rudolf Molleker      | 196      | 4              |
| Ucraina         | Vitaliy Sachko       | 203      | 5              |
| Rep. Dominicana | Nick Hardt           | 210      | 6              |
| Italia          | Franco Agamenone     | 226      | 7              |
| Kazakistan      | Dmitrij Popko        | 231      | 8              |
| Kazakistan      | Timofej Skatov       | 234      | 9              |

* Ranking al 10 giugno 2024.

### Altri partecipanti
I seguenti giocatori hanno ricevuto una wild card per il tabellone principale:
- Viacheslav Bielinskyi
- Pablo Carreño Busta
- Olaf Pieczkowski

I seguenti giocatori sono entrati in tabellone come alternate:
- Giovanni Fonio
- Toby Kodat
- Orlando Luz
- Rio Noguchi

I seguenti giocatori sono passati dalle qualificazioni:
- Hynek Bartoň
- Matej Dodig
- Daniel Dutra da Silva
- Daniel Michalski
- Matthew Dellavedova
- Gastão Elias

Il seguente giocatore è entrato in tabellone come lucky loser:
- James McCabe

## Punti e montepremi
| Torneo    | Torneo              | V     | F     | SF    | QF    | 2T    | 1T  | Q | Q2  | Q1  |
| Singolare | Punti               | 75    | 44    | 22    | 12    | 6     | 0   | 4 | 2   | 0   |
| Singolare | Premi in denaro (€) | 9,880 | 5,820 | 3,450 | 2,000 | 1,165 | 720 | – | 360 | 185 |
| Doppio    | Punti               | 75    | 44    | 22    | 12    | –     | 0   | – | –   | –   |
| Doppio    | Premi in denaro (€) | 4,250 | 2,450 | 1,480 | 880   | –     | 500 | – | –   | –   |

## Campioni

### Singolare
Maks Kaśnikowski ha sconfitto in finale  Camilo Ugo Carabelli con il punteggio di 3–6, 6–4, 6–3.

### Doppio
Orlando Luz /  Marcelo Zormann hanno sconfitto in finale  Jakob Schnaitter /  Mark Wallner con il punteggio di 5–7, 6–2, [10–6].